# Chalepides
Chalepides (лат.) — род пластинчатоусых жуков из подсемейства Dynastinae. Неотропика (Вест-Индия, Южная Америка). Около 15 видов.

## Описание
Среднего размера жуки. От близких родов отличается следующими признаками: клипеус выступающий вперёд, препигидиум с длинными щетинками, рога отсутствуют, задние тазики на боковых краях поперечной бороздкой, средние и задние голени с дистальными поперечными килями. Основная окраска спинной поверхности желто-коричневая, темно-коричневая, или почти чёрная. Самцы отличаются увеличенными передними ногами и крупными коготками. Первоначально таксон Chalepides был описан в 1915 году в качестве подрода в составе рода Parachalepus.

### Виды
- Chalepides alliaceus (Burmeister, 1847)
- Chalepides anomalus Martínez, 1978
- Chalepides barbatus (Fabricius, 1781)
- Chalepides carinatus Joly & Escalona, 2002[4]
- Chalepides comes Prell, 1936
- Chalepides dilatatus (Mannerheim, 1829)
- Chalepides eucephalus (Casey, 1915) typus
  - = Parachalepus (Chalepides) eucephalus Casey, 1915
- Chalepides fuliginosus (Burmeister, 1847)
- Chalepides howdenorum Joly & Escalona, 2002[4]
- Chalepides hydrophiloides (Burmeister, 1847)
- Chalepides luridus (Burmeister, 1847)
- Chalepides narcissus Martínez, 1978
- Chalepides osunai Joly & Escalona, 2002[4]
- Chalepides unicolor (Endrödi, 1963)